# アウグスト2世 (ブラウンシュヴァイク＝ヴォルフェンビュッテル公)
アウグスト2世（ドイツ語：August II., 1579年4月10日 - 1666年9月17日）は、ブラウンシュヴァイク＝リューネブルク公の一人で、ヴォルフェンビュッテル侯（在位：1635年 - 1666年）。1635年のヴェルフ家による分割相続に際し、ヴォルフェンビュッテル侯領を与えられた。ブラウンシュヴァイク＝ダンネンベルク公ハインリヒとその妃ウルスラ・フォン・ザクセン＝ラウエンブルクの第7子、四男。ユリウス・エルンストの弟。

## 生涯
一族との難しい交渉と神聖ローマ皇帝フェルディナント2世による調停の結果、アウグストは最後の領主フリードリヒ・ウルリヒが1634年に死んだばかりだったヴォルフェンビュッテル侯領を相続することが決まった（カレンベルク侯領は従弟のゲオルクが相続）。しかし三十年戦争のため、アウグストは1644年まで自分の領国に移ることが出来なかった。ヴォルフェンビュッテルの統治者となったアウグストは、数多くの政治改革を行い、ヴォルフェンビュッテルにアウグスト公爵図書館を設立した。
またアウグストは著作家でもあり、グスタヴス・セレヌス（Gustavus Selenus）というペンネームを使っていた。彼は1616年に「チェスあるいは王の遊戯」というチェスに関する本を書き、1624年には暗号理論の書物を著した。暗号理論の書物は隠秘学の大家ヨハンネス・トリテミウスの初期の著作に大幅に依拠したものだった。彼のペンネームのうち、名前の「グスタヴス」は自分の本名のラテン語形「アウグストゥス（Augustus）」のアナグラムであり（V＝U）、姓の「セレヌス」はギリシャ神話の月の女神セレネに因むものだった。

## 子女
1607年、ポンメルン公ボギスラフ13世の娘クララ・マリア（1574年 - 1623年）と最初の結婚をした。クララ・マリアとの間には1男1女をもうけたが、いずれも夭折した。
- 娘（1609年没）
- 息子（1610年没）

1623年、アンハルト＝ツェルプスト侯ルドルフの娘ドロテア（1607年 - 1634年）と再婚した。ドロテアとの間には3男2女をもうけた。
- ハインリヒ・アウグスト（1625年 - 1627年）
- ルドルフ・アウグスト（1627年 - 1704年）
- ジビッレ・ウルスラ（1629年 - 1671年） - 1663年、ホルシュタイン＝グリュックスブルク公クリスティアンと結婚
- クララ・アウグスタ（1632年 - 1700年） - 1653年、ヴュルテンベルク＝ノイエンシュタット公フリードリヒと結婚
- アントン・ウルリヒ（1633年 - 1714年）

1635年、アウグストはメクレンブルク＝ギュストロー公ヨハン・アルブレヒト2世の娘エリーザベト・ゾフィー（1613年 - 1676年）を3度目の妻に迎えた。エリーザベト・ゾフィーとの間には2男1女をもうけた。
- フェルディナント・アルブレヒト1世（1636年 - 1687年）
- マリー・エリーザベト（1638年 - 1687年） - 1663年、ザクセン＝アイゼナハ公アドルフ・ヴィルヘルムと結婚
- クリストフ・フランツ（1639年）